# Klimaatconferentie van Katowice 2018
De Klimaatconferentie van Katowice 2018 was een conferentie van de Verenigde Naties over klimaatverandering, die gehouden werd in Katowice (Polen), van 3 tot 15 december 2018. De conferentie was de 24ste Conference of the Parties (COP24) in het kader van het Klimaatverdrag (UNFCCC), de 14e sessie van de partners in het Kyoto-protocol (CMP 14), en de 2e sessie van de partners in uitvoering van het Akkoord van Parijs (CMA 3). De conferentie volgde op de Klimaatconferentie van Bonn 2017.

## Deelnemers
Aan de conferentie en aanverwante vergaderingen werd deelgenomen door ongeveer 20.000 deelnemers uit 196 landen, waaronder politici, vertegenwoordigers van niet-gouvernementele organisaties, wetenschappers en bedrijfsleiders. Wat de Nederlandse regering betreft waren premier Rutte, de ministers Wiebes en Kaag en staatssecretaris Van Veldhoven afgevaardigd. Voor België waren de bevoegde federale minister Marie-Christine Marghem (MR) en de drie gewestministers aanwezig, Joke Schauvliege (CD&V) voor Vlaanderen, Jean-Luc Crucke (MR) voor Wallonië en Céline Fremault (cdH) voor Brussel.

## Organisatie
Het was al de derde maal dat Polen een dergelijke bijeenkomst organiseerde, na de milieuconferenties van 2008 in Poznań (COP14) en 2013 (COP19) in Warschau.
Een technische missie van de VN die Katowice bezocht, oordeelde dat de stad ruim voldoende faciliteiten kon bieden voor een dergelijk evenement. Voor Katowice paste de conferentie in de reconversie van deze vroegere koolmijnstreek.

## Doelstellingen
Op de agenda van COP24 stond de verfijning van het “Paris rulebook”, de implementatierichtlijnen van het Akkoord van Parijs die zijn opgesteld op COP23 in Bonn, en in 2018 moesten uitgewerkt worden, in de aanloop naar Katowice. Geopolitiek gezien was de situatie aanzienlijk gewijzigd, omdat de Verenigde Staten hadden aangegeven het Akkoord van Parijs te willen verlaten.

## Verwachtingen
Na Bonn, een stad omgeven door koolmijnen, ging ook de volgende conferentie door in een koolmijnstreek, hetgeen vragen opriep. Polen organiseerde, parallel met een vorige milieuconferentie (COP19) een congres van de World Coal Association, de “International Coal and Climate Summit”. De burgemeester van Katowice “hoopte dat beslissingen genomen worden die rekening houden met het Poolse energieprobleem en zijn afhankelijkheid van kolen". De Poolse klimaatonderhandelaar, Tomasz Chruszczow, temperde in januari 2018 de verwachtingen met de uitspraak dat “ambitieuze doelstellingen niets bijbrengen”. Hij hoopt dat “gezond verstand en realisme” de toon zullen zetten. Voorstanders van het Akkoord van Parijs hoopten echter dat Polen, in plaats van op de rem te gaan staan, integendeel de conferentie zou aangrijpen om in eigen land de transitie naar een klimaatvriendelijke maatschappij te versnellen.

## Tussentijdse onderhandelingen
Sedert de Klimaatconferentie van Bonn in november 2017 werden enkele tussentijdse onderhandelingen gepland om de concrete uitvoering van het Akkoord van Parijs (Paris rulebook) te bespreken. Tijdens de eerste bijeenkomst op 22 en 23 februari 2018 in Tokio bespraken 30 landen de stand van zaken. Naar verluidt zouden vooral de meningsverschillen tussen de Europese Unie en China inzake transparantie onoverbrugbaar zijn gebleken. Een vervolgconferentie in Bonn, die eindigde op 10 mei, leverde een bescheiden, maar onvoldoende vooruitgang op. Daarom werd besloten, in de aanloop naar Katowice, om een laatste maal bijeen te komen in Bangkok, Thailand, van 3 tot 8 september 2018. Daar werd vooruitgang geboekt inzake inzake de toepassing van het klimaatakkoord van Parijs, maar niet op het stuk van financiering en de transparantie van de nationale bijdragen.

## De conferentie
Op de openingszitting werd een voorstel om het in oktober 2018 gepubliceerde IPCC-klimaatrapport Global Warming of 1.5 °C (SR15) “te verwelkomen” verworpen door de Verenigde Staten, Rusland, Saoedi-Arabië en Koeweit. Een groot aantal deelnemers betreurden deze démarche.
Uiteindelijk werd overeenstemming bereikt over de toepassing van het Akkoord van Parijs (“Paris rulebook”), en werd "beperkte vooruitgang" geboekt voor de geplande financiering voor ontwikkelingslanden.
Het Europees Comité van de Regio's pleitte voor een formele rol voor steden en regio's bij de uitvoering van het Akkoord van Parijs.
Een High Ambition Coalition van 27 landen waaronder Nederland en Luxemburg, en gesteund door de Europese Unie, pleitte tevergeefs voor een verhoging van de klimaatdoelstellingen, naar aanleiding van het alarmerend IPCC-rapport van oktober 2018 (Global Warming of 1.5 °C, SR15). Op aansturen van de Vlaamse Regering kon België niet instemmen met deze meer ambitieuze doelstellingen, wat volgens Greenpeace neerkomt op “schuldig verzuim”.
Milieugroepen reageerden dan ook teleurgesteld na de conferentie, en spraken van een gemiste kans.